# 大雄山站

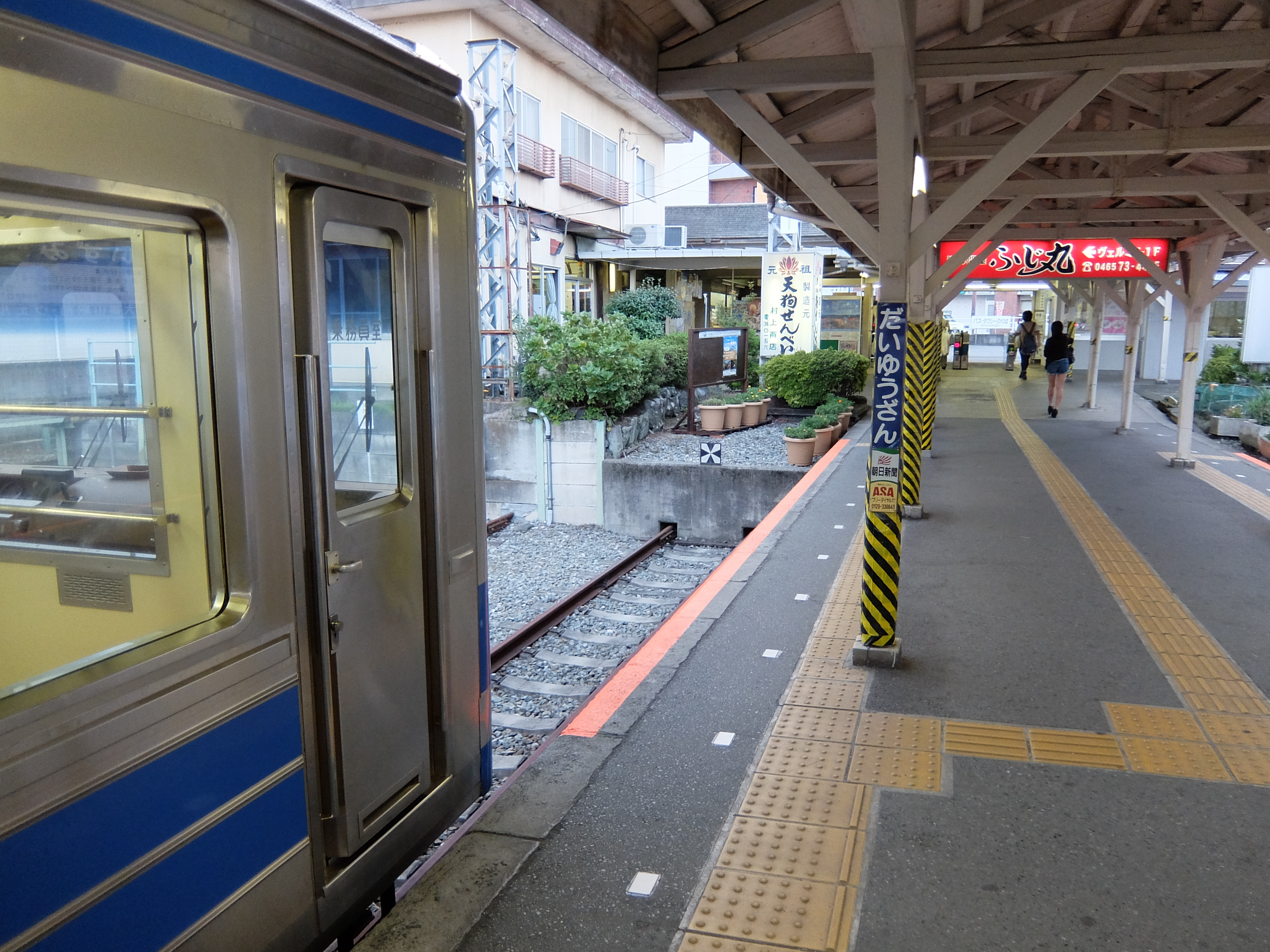
月台望向車站大樓（2014年9月）

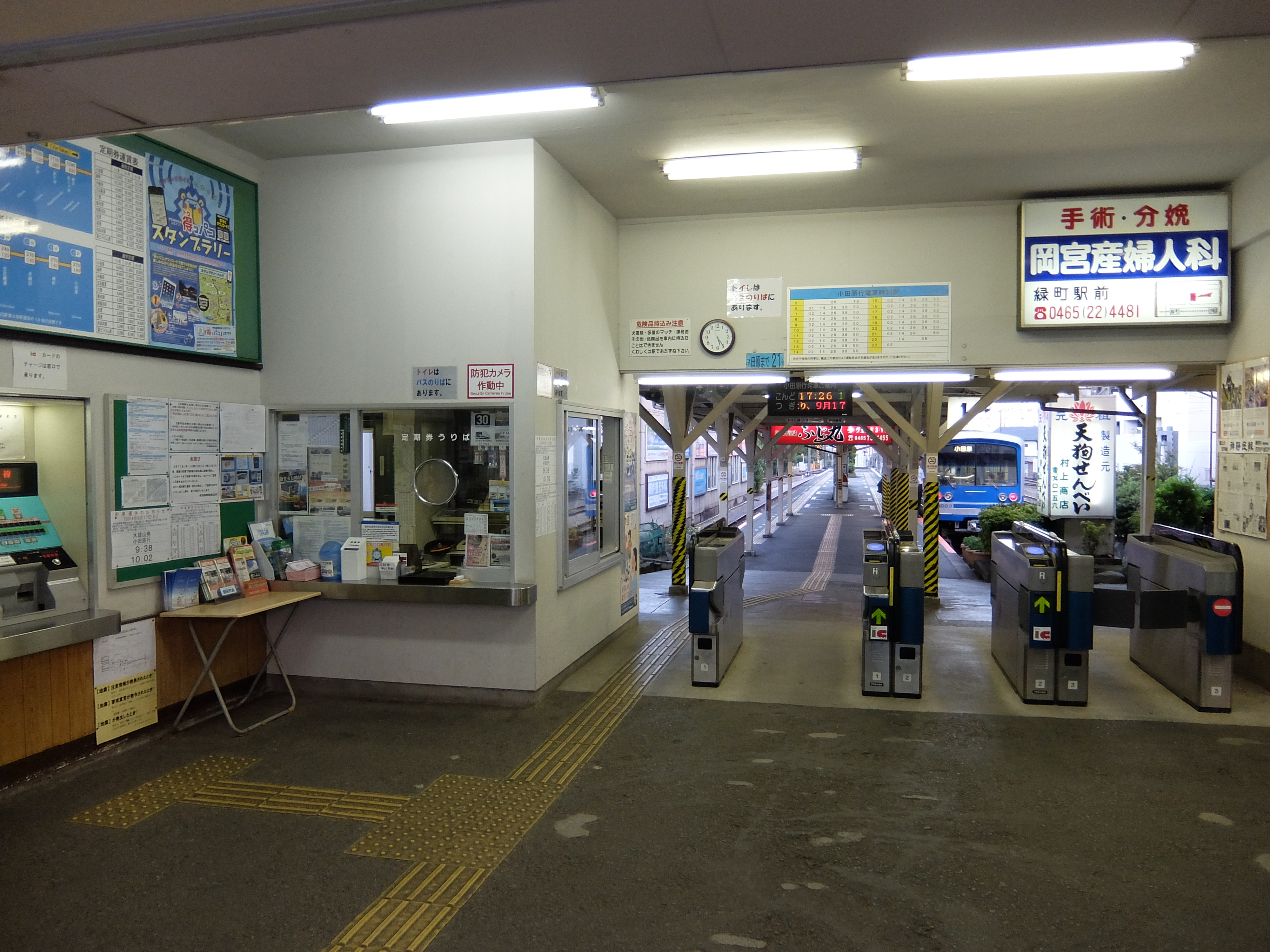
檢票口附近（2014年9月）

大雄山站（日语：／ Daiyuzan eki */?）是位於神奈川縣南足柄市關本，屬於伊豆箱根鐵道的大雄山線車站。車站編號為ID12。本站為大雄山線的終點站

## 歷史
- 1925年（大正14年）10月15日 - 大雄山鐵道車站啟用。
- 1941年（昭和16年）8月23日 - 在公司合併後，成為駿豆鐵道（現時：伊豆箱根鐵道）車站。
- 1996年（平成8年）7月 - 站前再開發工程完成。
- 1998年（平成10年） - 被選為「關東車站百選」。
- 2003年（平成15年）3月 - 為了引入PASMO，大雄山線引入了首部自動閘機（日语：自動改札機）。
- 2004年（平成16年）- 更新了自動售票機。
- 2007年（平成19年）3月18日- 此站開始可以使用PASMO。
- 2015年（平成27年）3月1日- 發車音樂改為童謠「金太郎」[1]。

## 車站構造
此站是地面車站，設有1面2線的島式月台（港灣式月台）、側線和車廠。
車站南邊為1號月台，北邊為2號月台。車廠位於站內北邊。車站西邊月台盡頭處同時為路軌盡頭，鄰接西邊月台盡頭為車站大樓。車站大樓東南方設有大雄山線運輸區，為一座2層高建築物。
車站大樓是一座1層高建築物，大樓內設有候車處和車站事務室。候車所內設有2台自動售票機和3台自動閘機。此站是直營車站，設有職員配置。
此站設有列車夜間停泊。

### 月台
| 月台 | 路線     | 方向       |
| ---- | -------- | ---------- |
| 1、2 | 大雄山線 | 小田原方向 |

## 使用狀況
以下為各年度1日平均乘車人次變化。
| 乘車人次變化       | 乘車人次變化     | 乘車人次變化 |
| 年度               | 1日平均 乘車人次 | 參考資料     |
| ------------------ | ---------------- | ------------ |
| 1998年（平成10年） | 2,867            | [ 3 ]        |
| 1999年（平成11年） | 2,757            | [ 4 ]        |
| 2000年（平成12年） | 2,677            | [ 5 ]        |
| 2001年（平成13年） | 2,584            | [ 5 ]        |
| 2002年（平成14年） | 2,484            | [ 6 ]        |
| 2003年（平成15年） | 2,470            | [ 7 ]        |
| 2004年（平成16年） | 2,461            | [ 8 ]        |
| 2005年（平成17年） | 2,438            | [ 9 ]        |
| 2006年（平成18年） | 2,511            | [ 10 ]       |
| 2007年（平成19年） | 2,591            | [ 11 ]       |
| 2008年（平成20年） | 2,659            | [ 12 ]       |
| 2009年（平成21年） | 2,637            | [ 13 ]       |
| 2010年（平成22年） | 2,623            | [ 14 ]       |
| 2011年（平成23年） | 2,573            | [ 15 ]       |
| 2012年（平成24年） | 2,613            | [ 16 ]       |
| 2013年（平成25年） | 2,648            | [ 17 ]       |
| 2014年（平成26年） | 2,594            | [ 18 ]       |
| 2015年（平成27年） | 2,611            | [ 19 ]       |
| 2016年（平成28年） | 2,540            | [ 20 ]       |
| 2017年（平成29年） | 2,524            | [ 21 ]       |
| 2018年（平成30年） | 2,526            | [ 22 ]       |

## 車站周邊
車站位於南足柄市中心，設有超級市場、銀行、商店和補習社等大廈。車站名稱取自大雄山最乘寺，站前設有巴士轉乘前往該處。在除夕和元旦時候，大雄山線和巴士路線會通宵行駛。
- Vermi（站前綜合設施，小田原百貨店（日语：小田原百貨店）大雄山店，商務酒店）
- 松田警署大雄山站前派出所
- 南足柄市政廳
- 南足柄市文化會館
- 南足柄市立南足柄小學（日语：南足柄市立南足柄小学校）
- 南足柄市立南足柄中學
- 南足柄市立足柄台中學
- 神奈川縣立足柄高等學校（日语：神奈川県立足柄高等学校）
- 箱根登山巴士關本營業所（日语：箱根登山バス関本営業所）（在車站旁邊，設有櫃臺）
- 南足柄市保健醫療福祉中心

## 巴士路線
站前設有箱根登山巴士、伊豆箱根巴士、富士急湘南巴士路線的巴士站。當中，伊豆箱根巴士和富士急湘南巴士的巴士站名為「大雄山站」，箱根登山巴士的巴士站名為「關本」。
| 乘車處 | 系統         | 主要途經                                         | 目的地                 | 巴士公司       | 備註                                                           |
| ------ | ------------ | ------------------------------------------------ | ---------------------- | -------------- | -------------------------------------------------------------- |
| 1      | 道01         | 足柄親睦之村                                     | 道了尊                 | 伊豆箱根巴士   | 在早上7時30分～下午5時，毎小時1～3班                           |
| 1      | 道02         |                                                  | 道了尊                 | 伊豆箱根巴士   | 在早上7時30分～下午5時，毎小時1～3班                           |
| 2      |              |                                                  | 小田急線新松田站       | 箱根登山巴士   | 在早上6時～下午9時30分，毎小時2～7班                           |
| 3      |              | 富士菲林西門、大雄山線和田河原站                 | 小田急線開成站         | 箱根登山巴士   | 星期六、假日只有早上1班                                        |
| 3      |              | 富士菲林西門、大雄山線和田河原站、五反田         | 小田急線新松田站       | 箱根登山巴士   | 平日只有早上和黃昏各1班                                        |
| 3      |              | 富士菲林西門、飯田岡                             | 小田原站東出口         | 箱根登山巴士   | 平日只有早上和黃昏共3班                                        |
| 3      |              | 富士菲林西門、小田急線富水站入口、小田急線螢田站 | 狩川橋                 | 箱根登山巴士   | 平日只有黃昏1班                                                |
| 3      | 富士菲林循環 |                                                  |                        | 箱根登山巴士   | 平日只有1班                                                    |
| 3      | 松102        | 朝日啤酒、新松田站                               | 山北町向原（東山北站） | 富士急湘南巴士 | 星期六及假日 早上10時至下午3時，每小時1班                      |
| 4      |              | 苅野、矢倉澤                                     | 地藏堂                 | 箱根登山巴士   | 日間加經內山                                                   |
| 4      |              | 苅野、矢倉澤、地藏堂                             | 足柄萬葉公園（足柄峠） | 箱根登山巴士   | 星期六和假日只有2班（前往地藏堂的班次中，星期六及假日設有7班） |
| 4      |              |                                                  | 內山                   | 箱根登山巴士   | 只有早上和黃昏設有班次。1日2班途經矢倉澤                       |
| A      |              |                                                  | 小田急線新松田站       | 箱根登山巴士   | 只有早上和黃昏設有班次。從富士菲林西門的首班車停靠此站         |
| B      |              |                                                  | 富士菲林西門           | 箱根登山巴士   | 只有早上和黃昏設有班次                                         |

## 其他
- 站前設有童話「金太郎」像。
- 此站被選為關東車站百選，理由是「設有足柄山的身徵「金太郎像」和三角屋頂山小屋風的車站」。
- 在毎年12月聖誕節前，車站大樓外觀會裝上燈飾。
- 在1928年（昭和3年）8月，此站連接最乘寺（日语：最乗寺）之間由大雄鋼索鐵道建設許可[23]，於1931年失效。

## 相鄰車站
伊豆箱根鐵道
■大雄山線
富士菲林前（ID11）－大雄山（ID12）

## 注腳
1. ↑   (新闻稿). 伊豆箱根鉄道株式会社. 2015-02-25  [2015-05-15]. （原始内容存档于2015-05-15） （日语）.。在2015年3月6日南足柄市議會於平成27年第1回定例會中，市長加藤修平發言。
2. ↑  南足柄市統計書（日語）
3. ↑  神奈川縣縣勢要覧（平成12年度）227頁（日語）
4. ↑  神奈川縣縣勢要覧（平成13年度）229頁PDF（日語）
5. 1 2  神奈川縣縣勢要覧（平成14年度）227頁PDF（日語）
6. ↑  神奈川縣縣勢要覧（平成15年度）PDF（日語）
7. ↑  神奈川縣縣勢要覧（平成16年度）229頁PDF（日語）
8. ↑  神奈川縣縣勢要覧（平成17年度）PDF（日語）
9. ↑  神奈川縣縣勢要覧（平成18年度）231頁PDF（日語）
10. ↑  神奈川縣縣勢要覧（平成19年度）PDF（日語）
11. ↑  神奈川縣縣勢要覧（平成20年度）245頁PDF（日語）
12. ↑  神奈川縣縣勢要覧（平成21年度）PDF（日語）
13. ↑  神奈川縣縣勢要覧（平成22年度）PDF（日語）
14. ↑  神奈川縣縣勢要覧（平成23年度）PDF（日語）
15. ↑  神奈川縣縣勢要覧（平成24年度）PDF（日語）
16. ↑  神奈川縣縣勢要覧（平成25年度）PDF（日語）
17. ↑  神奈川縣縣勢要覧（平成26年度）PDF（日語）
18. ↑  神奈川縣縣勢要覧（平成27年度）PDF（日語）
19. ↑  神奈川縣縣勢要覧（平成28年度）PDF（日語）
20. ↑  神奈川縣縣勢要覧（平成29年度）PDF（日語）
21. ↑  神奈川縣縣勢要覧（平成30年度）PDF（日語）
22. ↑  神奈川縣縣勢要覧（令和元年度）PDF（日語）
23. ↑  南足柄村地内鉄道敷設免許ノ件, 昭和3年8月7日 鉄道省 （页面存档备份，存于）（日語） - 國立公文書館存檔

## 外部連結
- 伊豆箱根鐵道　大雄山站 （页面存档备份，存于）（日語）